# Saurauia sinohirsuta
Saurauia sinohirsuta là một loài thực vật có hoa trong họ Dương đào. Loài này được J.Q. Li & Soejarto mô tả khoa học đầu tiên năm 2007.